# Skróty i skrótowce używane w NATO – W
- WA – Namibia - Namibia
- WAC
  - World Aeronautical Chart -
  - Weather Analysis Centre - ośrodek analiz pogody
- WACS – Wartime Air Courier Services - lotnicza służba kurierska czasu wojny
- WADS – Weapons Access Delay System - system zwłoki dostępu do uzbrojenia
- WAN – Wide Area Network - sieć geodezyjna dużego obszaru
- WARDAM – War Damage - szkody wojenne
- WARM – War Reserve Mode - tryb rezerw wojennych
- WAS – War (time) Authorised Strength - zatwierdzony stan liczebny czasu wojny

- WCB – Wartime Contingency Base - baza działań czasu wojny
- WCMB – Wind-Corrected Munition Dispenser -
- WCO – Weapons Control Order - rozkaz do kontroli uzbrojenia
- WCS – Weapon Control Status - stan kontroli uzbrojenia

- WDU
  - Weapon Delivery Unit -
  - Weapon Dispenser Unit -

- WE – War Establishment - organizacja stanu wojny
- WEA – Weapons Effects Analysis - analiza efektywności uzbrojenia
- WESTLANT – Western Atlantic Area - Obszar Zachodniego Atlantyku
- WEU – Western European Union - Unia Zachodnioeuropejska
- WEZ – Weapon Engagement Zone
  - strefa użycia broni
  - strefa użycia określonego systemu uzbrojenia

- WF – Weapons Free - stan kontroli uzbrojenia, w którym systemy uzbrojenia mogą prowadzić ogień do każdego celu, który nie został rozpoznany jako własny
- WFZ – Weapons Free Zone
  - strefa ostrzału
  - specjalnie utworzona strefa, w której obowiązuje stan kontroli uzbrojenia w którym systemy uzbrojenia mogą prowadzić ogień do każdego celu, który nie został rozpoznany jako własny

- WG
  - Wing – skrzydło samolotu
  - Working Group - grupa robocza

- WH
  - War Head - głowica bojowa
  - Weapons Hold - stan kontroli uzbrojenia, w którym systemy uzbrojenia mogą prowadzić ogień tylko w obronie własnej lub na rozkaz
- WHD – Warhead – głowica bojowa
- WHNS – Wartime Host Nation Support - wsparcie kraju gospodarza w czasie wojny
- WHQ – War Headquarters - wojenna kwatera główna
- WHQEX – War Headquarters Exercise - ćwiczenia kwater głównych czasu wojny

- WI – Western Sahara - Sahara Zachodnia
- WIA – Wounded-In-Action
  - ranny w walce
  - ranny w czasie działań bojowych
- WIC – Wartime Identification Code - kod identyfikacyjny czasu wojny
- WIP – Wartime Intelligence Plan - plan wywiadowczy czasu wojny

- WMD – Weapons Of Mass Destruction - broń masowego rażenia

- WOC – Wing Operations Centre -

- WP
  - Working Party - zespół roboczy
  - Working Paper - dokument roboczy
- WPC – Warrior Preparation Centre - centrum przygotowania żołnierza
- WPP – Weapon Production Programme - program produkcji uzbrojenia
- WPR – Wartime Personnel Requirements - zapotrzebowanie sił ludzkich na czas wojny

- WRM – War Reserve Materiel - rezerwy materiałowe na czas wojny
- WRS – War Reserve Stock - zapas magazynowy na czas wojny
- WRSK – War Reserve Spares Kits - rezerwowe zestawy zapasowe na czas wojny

- WS
  - Weapon System - system uzbrojenia
  - Samoa Western - Zachodnia Samoa
  - Work Sheet - arkusz roboczy
- WS3 – Weapon Survivability and Security System - system zabezpieczenia i ochrony uzbrojenia
- WSLC – Weapon System Life Cycle - czas życia systemu uzbrojenia
- WSM
  - Samoa Western - Zachodnia Samoa
  - Waterspace Management - zarządzanie obszarem zachodnim
- WSP – Weapon System Partnership - partnerstwo w dziedzinie systemów uzbrojenia
- WSPC – Weapon System Partnership Committee - Komisja ds. Partnerstwa w Dziedzinie Systemów Uzbrojenia
- WSSS – Weapon Survivability and Security System - system zabezpieczenia i ochrony uzbrojenia

- WT – Weapons Tight - stan kontroli uzbrojenia, w którym systemy broni mogą prowadzić ogień tylko do celów rozpoznanych jako obce

- WWMCCS – Worldwide Military Command & Control System - światowy wojskowy system dowodzenia i kierowania

- WVR – Within Visual Range - w zasięgu widzialności

- WX – Weather - pogoda

- WZ – Swaziland - Suazi